# Eulerjeva domneva
Eulerjeva domneva je v matematiki napačna domneva, povezana s Fermatovim velikim izrekom, ki jo je leta 1769 postavil Leonhard Euler. Nobena od diofantskih enačb oblike:
{\displaystyle x_{1}^{3}+x_{2}^{3}=y^{3}}
{\displaystyle x_{1}^{4}+x_{2}^{4}+x_{3}^{4}=y^{4}}
{\displaystyle x_{1}^{5}+x_{2}^{5}+x_{3}^{5}+x_{4}^{5}=y^{5}}
{\displaystyle \cdots }
{\displaystyle x_{1}^{n}+x_{2}^{n}+...+x_{n-1}^{n}=\sum _{i=1}^{n-1}x_{i}^{n}=y^{n}\!\,}
nima nobene trivialne rešitve za celi {\displaystyle n\geq 3\!\,}. Za {\displaystyle n=2\!\,} veljajo vsote kot so na primer pitagorejske trojice:
{\displaystyle x_{1}^{2}+x_{2}^{2}=y^{2}\!\,.}
Za {\displaystyle n=3\!\,} velja na primer:
{\displaystyle 3^{3}+4^{3}+5^{3}=6^{3}\!\,,}
{\displaystyle 1^{3}+6^{3}+8^{3}=9^{3}\!\,.}
{\displaystyle 6^{3}\!\,} ali {\displaystyle 9^{3}\!\,} pa ne da zapisati kot vsoto dveh (3-1) tretjih potenc. 
Trditev sta s pomočjo računalnika ovrgla leta 1966 Leon J. Lander in Thomas R. Parkin s protiprimerom z {\displaystyle n=5\!\,}:
{\displaystyle 27^{5}+84^{5}+110^{5}+133^{5}=144^{5}\!\,.}
Noam David Elkies je leta 1986 našel geometrijsko metodo za konstrukcijo neskončnega števila protiprimerov za primer {\displaystyle n=4\!\,}. Najmanjši protiprimer takšne homogene diofantske enačbe četrte stopnje za njegovo konstrukcijo je:
{\displaystyle 2682440^{4}+15365639^{4}+18796760^{4}=20615673^{4}\!\,.}
Roger Frye iz podjetja Thinking Machines Corporation je dve leti kasneje 1988 našel najmanjši možni protiprimer za {\displaystyle n=4\!\,} z neposrednim računalniškim iskanjem s konstrukcijo Elkiesovega tipa:
{\displaystyle 95800^{4}+217519^{4}+414560^{4}=422481^{4}\!\,.}
Računalnik je enačbo računal 100 ur.
Protiprimeri za {\displaystyle n\geq 6\!\,} niso znani.
Leta 1966 so Lander, Parkin in John L. Selfridge podali domnevo, da za vsak {\displaystyle vk>3v\!\,}, če velja:
{\displaystyle \sum _{i=1}^{n}x_{i}^{k}=\sum _{j=1}^{m}y_{j}^{k}\!\,,}
kjer {\displaystyle x_{i}\neq y_{j}\!\,}, potem {\displaystyle m+n\geq k\!\,}.